# Anna Karawajewa
Anna Aleksandrowna Karawajewa (ros. Анна Александровна Карава́ева ur. 1893, zm. 1979) – radziecka pisarka. Najbardziej znana jako autorka trylogii pt. Ojczyzna (Родина), za którą otrzymała Nagrodę Stalinowską. Pochowana na Cmentarzu Wagańkowskim w Moskwie.

## Nagrody i odznaczenia
Nagroda Stalinowska

## Ekranizacje filmowe
- Złoty dziób[3]